# Shin-D

shin-D는 닛폰 TV이 편성했다 연속 TV 드라마이다.

## 방송 작품
- 마츠다의 드라마
- 천국에의 문
- 가구점 공주
- ARE YOU HAPPY?
- ...하면 막바지 이것은 산타의 선물
- 매일이 첫경험 A컵의 믿음
- 고백
- Love Blood
- TOO YOUNG!!
- 천사에게 키스
- 망령 극장
- 누군가가 문을 두드리고있다
- 보물 찾기
- 여름의 분실물
- 공주는 세라복을 좋아
- 대시민
- 카메중 교사 일행님
- 응급실 의 앞에
- 사상 최악의 패밀리
- 머니 토크스
- 사랑은 분홍색
- 사형 시스터즈
- 1998년 이즈미 백서
- 은하철도의 밤
- 머더 게임 범행 현장
- 뻐드렁니 거북이~소프트 믹스~
- 여기에 키스하고.
- 아·오·조·라·마·작
- 20세의 엔게
- 여름색의 사랑
- OH!MY WEDDING
- 나의 그녀는 외국계
- 미래에서 러브레터
- 도쿄 러브
- 생각 침대
- 나츠의 츠보미
- 2번째의 첫사랑
- OL 폴리스
- 7명 정도의 병사
- GirL
- 헤이세이 부부 찻잔 외전 "나리타가의 사람"
- 시체 생활
- OL 폴리스 2~고갸루 폴리스 편~
- Ryo 사랑의 계절
- Happiness
- 퀸텟
- 사자녀
- 어임종
- 롯폰기 야수회
- 체리
- Ready Made